# Vùng trũng Mazovian
Vùng trũng Mazovian (tiếng Ba Lan: Nizina Mazowiecka), còn được gọi là Đồng bằng Masovian, là khu vực địa lý lớn nhất ở miền trung Ba Lan, gần như bao trùm khu vực lịch sử của Masovia. Đôi khi nó cũng được phân loại là bao gồm các vùng trũng Mazovian-Podlasian cùng nhau tạo thành một phần của đồng bằng Đông Âu lớn hơn.
Đồng bằng nằm trong thung lũng của ba con sông lớn: Vistula, Bug và Narew. Mặc dù tương đối đông dân và đô thị hóa, vùng trũng Mazovian được bao phủ bởi một số khu rừng lớn từng là một phần của một khu rừng nguyên sinh dày đặc bao phủ phần lớn Ba Lan: Rừng Kampinos, Rừng Kurpie, Rừng trắng, Rừng Kozienice và Rừng xanh. Cho đến giữa thế kỷ 17, đây cũng là ngôi nhà của những đàn bò rừng châu Âu được ghi nhận lần cuối cùng.

## Địa lý
Về mặt kỹ thuật, vùng trũng Mazovian là một khu vực ổn định, an toàn của cái gọi là quặng Mazovian, đó là khu vực gồm lớp dung dịch nước đá và cát có từ Kỷ thứ ba cuộn vào nhau. Bề mặt của khu vực được định hình bởi sự hiện diện của dải băng Scandinavi trong Kỷ băng hà. Vì khu vực này là biên giới cực nam của sự hiện diện của tảng băng, phần phía bắc và phía nam của đồng bằng khác nhau đáng kể: phần trước là một không gian rộng mở trong khi phần sau có địa hình gồ ghề hơn. Phần phía nam cũng được bao phủ bởi nhiều hẻm núi được tạo ra trong sông băng Baltic. Phần trung tâm của vùng trũng Mazovian, cái gọi là Vạc Warsaw, cũng như các thung lũng của sông Radomka và Pilica được bao phủ bởi một số cồn cát parabol.
Phần lớn nông nghiệp được dành cho sản xuất trái cây. Các loại đất chủ yếu là loại bielica, đó là cát trắng trên một lớp đất sét thời kỳ băng hà và đá trầm tích. Mạng lưới sông của khu vực rộng lớn và bao gồm các sông Vistula, Narew, Bug, Pilica, Wieprz và Wkra, tất cả đều có nguồn gốc bên ngoài khu vực. Khí hậu của vùng trũng Mazovian là lục địa ôn đới, với nhiệt độ trung bình vào mùa hè từ 18 °C đến 18,5 °C. Lượng mưa trung bình thuộc loại thấp nhất ở Ba Lan và không vượt quá 500 milimét (20 in) hàng năm ở các phần trung tâm của khu vực và 600 milimét (24 in) trong khu vực biên giới.